# Nanjō, Okinawa
Nanjō (南城市  Nanjō-shi, tiếng Okinawa: Nanjoo) là một thành phố thuộc tỉnh Okinawa, Nhật Bản.